# Vansire
Vansire é uma banda de dream pop de Rochester, Minnesota, formada por Josh Augustin e Sam Winemiller. Eles estão atualmente com contrato com a gravadora Spirit Goth Records. Vansire se apresentou no ROCKChester, fez uma sessão ao vivo com a Audiotree e colaborou com artistas como Chester Watson, Jeremiah Jae e Mick Jenkins.

## História

### Formação
A Vansire é foi formada por Josh Augustin (vocais, sintetizadores, guitarra e bateria) e Sam Winemiller (baixo, guitarra e sintetizadores) quando estavam estudando na Century High School em Rochester, Minnesota. Augustin e Winemiller se conheceram enquanto tocavam juntos na banda marcial de percussão da escola e continuaram se apresentando juntos nas atividades escolares (como orquestra filarmônica e fosso de orquestra), algo que a dupla diz ter contribuído para sua sinergia criativa e amizade, que mais tarde ajudou na formação da Vansire.
No verão de 2015, Winemiller abordou Augustin após o ensaio para a bateria da escola com a ideia de fazer uma banda "que soasse como Mac [DeMarco]". As primeiras gravações da dupla foram feitas em um iPad com o GarageBand. Augustin e Winemiller, inicialmente inseguros sobre como chamar seu novo projeto, usaram um gerador de palavras aleatórias online que gerou a palavra "vansire", um nome anglófono alternativo para o mangusto-dos-pântanos.
A partir daí, os dois continuaram a gravar juntos em seus porões, salas e quartos sob o novo apelido Vansire.

### 2016—2017:Reflections and ReverieseThe Rolling, Driftless North
Em agosto de 2016, Vansire lançou seu primeiro álbum, Reflections and Reveries. A dupla gravou o álbum inteiramente no porão de Winemiller em um período de aproximadamente um ano, de agosto de 2015 a agosto de 2016, e incluiu o irmão de Winemiller, Issac, no baixo para algumas músicas.
Durante este tempo, Augustin começou a estudar no [[Oberlin Conservatory of Music] e na Oberlin College, enquanto Winemiller começou a estudar na Universidade de Minnesota. Apesar da distância, a dupla prometeu permanecer comprometida com o projeto Vansire, agora descrevendo-o como "um relacionamento de banda de longa distância".

### 2018–presente:Angel Youth
A Vansire lançou seu segundo álbum, Angel Youth, em abril de 2018 pela Spirit Goth Records. Augustin e Winemiller produziram e masterizaram o álbum sozinhos, e é o primeiro álbum completo da banda que contou com colaborações de outros artistas.
Em junho de 2019, a dupla lançou seu single "Metamodernity", também gravando uma sessão da Audiotree Live nos estúdios da Audiotree em Chicago no final de agosto.
Em julho de 2020, a Vansire lançou "Central Time", um single com o rapper Mick Jenkins de Chicago em sua primeira colaboração. Em uma entrevista anunciando o single, Augustin disse que o single começou como uma demo instrumental que Winemiller lhe enviou em setembro de 2019, que permaneceu intocada por cerca de oito meses até que a dupla voltou a mexer nela, terminando no início de junho de 2020.
Durante este período da história da banda, Augustin disse que a Vansire se viu inclinada em uma "direção cada vez mais orientada para a dança" no que diz respeito ao som musical, e que a dupla começou a obter influência de uma "música mais dançante e funk".

## Discografia

### Álbuns
| Título                   | Detalhes do álbum                                                  |
| ------------------------ | ------------------------------------------------------------------ |
| Reflections and Reveries | - Lançamento: 18 de agosto de 2016 - Gravadora: Álbum independente |
| Angel Youth              | - Lançamento: 26 de abril de 2018 - Gravadora: Spirit Goth Records |

### EPs
| Titulo                      | Detalhes do EP                                                      |
| --------------------------- | ------------------------------------------------------------------- |
| The Rolling Driftless North | - Lançamento: 27 de janeiro de 2017 - Gravadora: Álbum independente |

### Singles
| Título                  | Ano  | Álbum/EP                    |
| ----------------------- | ---- | --------------------------- |
| "Bridges for the Young" | 2015 | Reflections and Reveries    |
| "Postal Codes"          | 2016 | Reflections and Reveries    |
| "Pontchartrain"         | 2016 | Reflections and Reveries    |
| "Driftless"             | 2017 | The Rolling Driftless North |
| "Brown Study"           | 2017 | Angel Youth                 |
| "Halcyon Age"           | 2017 | Angel Youth                 |
| "Nice to See You"       | 2018 | Angel Youth                 |
| "Star Catcher"          | 2018 | Angel Youth                 |
| "That I Miss You"       | 2018 | Single sem álbum            |
| "Metamodernity"         | 2019 | Metamodernity               |
| "Reflection No. 5"      | 2019 | Metamodernity               |
| "Central Time"          | 2020 | ASA                         |